# Segundo tiempo
Segundo tiempo es el segundo álbum de la banda argentina Super Ratones. Fue publicado en 1991 y llegó tras el éxito conseguido con Rock de la playa.
A pesar de contar con un puñado de buenas canciones, el disco no pudo igualar las cifras de venta de su anterior producción.

## Historia
Después de publicar su disco debut, que consiguió un éxito considerable llegando a ser certificado Disco de Oro, los Super Ratones graban "Segundo tiempo", siguiendo una línea artística similar.
Este álbum fue registrado en los estudios Aguilar de la ciudad de Buenos Aires, con Mario Altamirano como técnico de grabación, la producción de Elio Barbeito y la propia banda y la mezcla de Barbeito. 

De tanto leer libros sobre The Beatles, al bajista y cantante Fernando Blanco se le había ocurrido la fantasía de editar un disco cada seis meses, a lo sumo un año, tener una compañía discográfica dispuesta a difundir las canciones en todas las radios y un absoluto control artístico. Como hacían los muchachos de Liverpool. Pero el éxito repentino del primer álbum hizo que Barca se creyera el padre de la criatura, y en medio de esa disputa se grabó "Segundo tiempo". 
"Mi idea inocente era sacar un disco por año. En medio de giras y promoción para un fatídico show en Obras nos la arreglamos para componer y ensayar algunas nuevas canciones. El resultado fue una mezcla ecléctica de temas y un verdadero caos de criterios de producción. El disco no obtuvo el reconocimiento del anterior pero tenia algunas cosas buenas como la versión de Oscar cantando 'Nadine' de Chuck Berry, 'A la luz de la luna' que venía de los viejos tiempo o 'Que se yo'...". Fernando Blanco.
A partir de ahí, los Super Ratones entrarían en una caída que duraría siete años. “Me produce sensaciones encontradas ese disco. Me caen simpáticas la juventud y fuerza que teníamos, pero estábamos en el medio de las giras y teníamos horarios de grabación horribles, de 9 a 14, y el ambiente se fue tornado medio 'Let It Be'. Nos turnábamos para dormir, en el primer tema tengo voz de resfriado. Algunos cortes no los pudimos mezclar nosotros y en la segunda canción queda todo un espacio en blanco porque el que lo mezcló se olvidó de poner unas palmas”, agrega Blanco.
"Yo creo que 'Segundo tiempo' debió llamarse 'Ansiedad' (risas). Ninguno estaba muy convencido de grabarlo. Teníamos cinco conciertos de lunes a lunes, con distancias de miles de kilómetros. No hay una sola canción de ese disco que recuerde cuándo y dónde la compuse. Podíamos haber grabado canciones ya probadas en años anteriores, pero nunca recurrimos hasta hoy a demos viejos. Vendió mucho por el tirón de 'Rock de la playa', pero nos dejó un sabor agridulce y la imposibilidad de disfrutarlo, por la vorágine y confusión de las giras en ese momento". José Luis Properzi.
"Segundo tiempo" fue presentado en el Estadio Obras, lo que marcó el desembarco masivo de la banda entre el público porteño, quien los encasilló como los herederos del sonido de los Beach Boys norteamericanos. Con este disco, la agrupación recorrió el país y ofreció conciertos en Chile, Uruguay y Paraguay.

## Lista de canciones
| N.º | Título                             | Autores y compositores |
| --- | ---------------------------------- | ---------------------- |
| A1. | Cruzando El Mar                    | Blanco / Properzi      |
| A2. | Marili                             | Blanco / Properzi      |
| A3  | Dormir Tranquilo                   | M.A. Barassi           |
| A4  | Sos Un Disfraz                     | Blanco / Properzi      |
| A5  | Nadine                             | Chuck Berry            |
| A6  | Estoy Mirándote                    | Blanco / Properzi      |
| A7  | Surfin' Safari                     | Wilson / Love          |
| B1  | Que Se Yo                          | Blanco / Properzi      |
| B2  | A La Luz De La Luna                | Blanco / Properzi      |
| B3  | Déjame Hablar                      | Blanco / Properzi      |
| B4  | Algo Mejor                         | Blanco / Properzi      |
| B5. | No Engañes A Mi Corazón            | Blanco / Properzi      |
| B6  | Alguna Vez                         | Blanco / Properzi      |
| B7  | Nada Más                           | M.A. Barassi           |
| B8  | No Tengo Hogar (Ain't Got No Home) | Buddy Holly            |

## Músicos
- Fernando Blanco: bajo, voz
- Mario Barassi: guitarra rítmica, voz
- José Luis Properzi: batería, voz
- Oscar Granieri: guitarra líder, voz